# 熱帶同鼻鯰
熱帶同鼻鯰，為輻鰭魚綱鯰形目毛鼻鯰科的其中一種，為熱帶淡水魚，分布於南美洲巴西Sao Joao河流域，本魚棲息在底層水域，體長可達3.8公分，生活習性不明。